# Ehime International Open
L'Ehime International Open, noto come Unicharm Trophy Ehime International Open per ragioni di sponsorizzazione, è un torneo professionistico maschile di tennis facente parte dell'ATP Challenger Tour. Inaugurato nel 2022, si gioca sui campi in cemento del Complesso sportivo della Prefettura di Ehime a Matsuyama, in Giappone.

## Albo d'oro

### Singolare
| Anno | Campione                  | Finalista   | Punteggio     |
| ---- | ------------------------- | ----------- | ------------- |
| 2024 | Nicolas Moreno de Alboran | Alex Bolt   | 7–6(4), 6–2   |
| 2023 | Luca Nardi                | Tarö Daniel | 3–6, 6–4, 6–2 |
| 2022 | Hong Seong-chan           | Wu Tung-lin | 6–3, 6–2      |

### Doppio
| Anno | Campioni                         | Finalisti                               | Punteggio        |
| ---- | -------------------------------- | --------------------------------------- | ---------------- |
| 2024 | Seita Watanabe Takeru Yuzuki     | Nicolas Moreno de Alboran Rubin Statham | 6–4, 6–3         |
| 2023 | Karol Drzewiecki Zdeněk Kolář    | Toshihide Matsui Kaito Uesugi           | 6–3, 6–2         |
| 2022 | Andrew Harris John-Patrick Smith | Toshihide Matsui Kaito Uesugi           | 6–3, 4–6, [10–8] |